# Parafia Matki Bożej Różańcowej w Puławach
Parafia Matki Bożej Różańcowej w Puławach – parafia rzymskokatolicka w Puławach, należąca do archidiecezji lubelskiej i Dekanatu Puławy. Została erygowana 1 stycznia 1975. 
Obejmuje ulice: Baczyńskiego, Broniewskiego, Cichockiego, Filtrowa, Gałczyńskiego, Kruczkowskiego, Lubelska, Norwida, Olszewskiego, Partyzantów, Polna, Sempołowskiej, Sieroszewskiego, Skowieszyńska, Wojska Polskiego, Wróblewskiego, Zielona. Kościół parafialny wybudowany około 1880 roku jako cerkiew prawosławna dla wojska rosyjskiego. Mieści się przy ulicy Lubelskiej.